# فینال جام اتحادیه فوتبال انگلستان ۲۰۱۰
فینال جام اتحادیه فوتبال انگلستان ۲۰۱۰، رقابت پایانی جام اتحادیه فوتبال انگلستان در سال ۲۰۱۰ میلادی است که مابین دو تیم باشگاه فوتبال منچستر یونایتد و باشگاه فوتبال استون ویلا در ورزشگاه ومبلی لندن برگزار شده‌است.
این مسابقه که در تاریخ ۲۸ فوریه ۲۰۱۰ انجام شده‌است با نتیجه 2 بر 1 به سود تیم باشگاه فوتبال منچستر یونایتد به پایان رسید.